# شرطة فرانكو

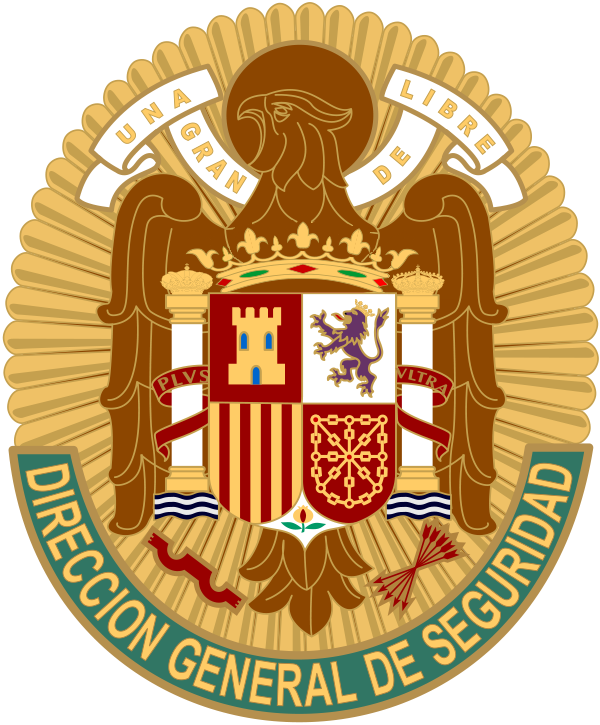

شرطة فرانسيسكو فرانكو هو مصطلح عام مستخدم من قبل المؤرخين ووسائل الإعلام للإشارة إلى قوات الشرطة في عهد الديكتاتور فرانكو، وتم استخدامه أيضًا خلال السنوات الأولى من الفترة الانتقالية.

## التاريخ
في عام 1939 وعقب انتهاء الحرب الأهلية الإسبانية بانتصار الجانب المؤيد لفرانكو، تم إخضاع خدمات الشرطة والنظام العام للقوات المسلحة، واستمر هذا الوضع حتى الأشهر الأولى من مرحلة ما بعد الحرب. عمل قانون إعادة تنظيم خدمات الشرطة الذي صُدر في مارس 1941 على إعادة هيكلة الخدمات الشرطية والمنظمات والوظائف، وتضمن هذا اختفاء هيئة المراقبة والتحقيق وجهاز الأمن، وتم إنشاء منظومة جديدة للشرطة وقد اشتملت علي جهازين:
- الجهاز العام للشرطة
- جهاز الشرطة المسلحة والمرور

وقد انقسمت هذه الكوادر بين الأعضاء القدامى للأمن (حرس الاعتداء) وأعضاء من الشرطة المنتمين لفترة الحكم الجمهوري والناجين من عمليات التطهير، وأيضًا بين قدامي المحاربين المتمردين خلال الحرب الأهلية. وقد تغلغل قانون أمن الدولة داخل الهيئات الجديدة ذات الطابع القمعى والأيديولوجية الفاشية التي كانت مسيطرة خلال هذه الفترة. وهكذا أصبحت الشرطة إحدى الأذرع المنفذة للسياسة القمعية أثناء حكم فرانكو. وكانت الشرطة المسلحة وأعضاؤها المعروفون شعبيًا باسم «الرماديون» للون الزي العسكري الخاص بهم مسؤولين عن أداء الشرطة ومهام النظام العام، في حين إختص الجهاز العام للشرطة بمهام التحقيق في الجرائم وحوادث القتل والقمع السياسي. كما كان يقوم قطاع اللواء السياسي الاجتماعي بأعمال الشرطة السرية، وجاء هذا في إطار زيارة زعيم النازية «هاينريش هيملر» إلى إسبانيا في عام 1946، والتي أكد من خلالها أن نائبه «بول وينرز» حرص على إرشاد الشرطة السرية الإسبانية المنشئة حديثًا. وفي الوقت نفسه، كانت المديرية العامة للأمن -الهيئة العليا التابعة لوزارة الداخلية- مسؤولة عن تنسيق إجراءات تنفيذ القانون والنظام العام. أول مدير عام هو «خوسيه فينات» أو«إسكريفا دي رومانى» والذي كان ممثل لليمين الكاثوليكي الفاشي والذي شغل سابقًا منصب رفيع في خدمة المعلومات والتحقيق FET و JONS، وكان مقرب لوزير الداخلية آنذاك «رامون سيرانو سونيير» شقيق الجنرال فرانكو. كان القطاع الرابع -داخل مديرية الأمن العام- والذي سُمى بالمناهض للماركسية، مسؤولاً على وجه التحديد عن القمع السياسي. وقد تواجد فيها قسم لليهودية وآخر للماسونية، لذلك تم إنشاء لواء خاص يرأسه «ماوريسيو كارلافيلا» المعادى للسامية، وكان من ضمن مهامه السيطرة علي اليهود المقيمين في إسبانيا بطلب من «هاينريش هيملر» رئيس خدمات أمن الرايخ الثالث. تميز بلاس بيريز غونزاليس -وزير الداخلية في الفترة بين 1942 و1957- بكونه منظم فعال للشرطة السياسية خلال الفترة التي قضاها في الوزارة. ويأتى بعده كارلوس ارياس نافارو، والذي سيصبح في وقت لاحق رئيسًا للوزراء، وقد تفوق هو أيضًا في هذا العمل في الفترة التي قضاها مديرًا عامً للأمن.
بعد وفاة فرانكو ومع بداية المرحلة الانتقالية عام 1978، تم استبدال الجهاز العام للشرطة والشرطة المسلحة بالهيئة العامة للشرطة والجهاز الوطني للشرطة على التوالي. ولا ينبغى الخلط بين الأخير وجهاز الشرطة الحالى، الذي أنشئ عام 1986، والذي قام بدمج جميع أجهزة الشرطة.